# 哈剌那海 (牧民)
哈剌那海（?—?），元朝蒙古牧民起义首领，蒙古八邻部人。元顺帝至正七年（1347年）九月，哈剌那海因不堪忍受蒙古族封建主的剥削和奴役，联合秃鲁和伯等，率领本部蒙古牧民发动起义，截断岭北行中书省驿道，阻滞了驿站运输和往来联系。